# 에카퇴르주 (1966년)

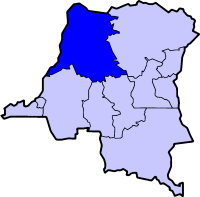
에카퇴르 주의 위치

에카퇴르주(프랑스어: Province de l'Équateur)는 콩고 민주 공화국 북부에 위치했던 주로 주도는 음반다카이며 면적은 403,292km2, 인구는 4,820,000명(1998년 기준), 인구 밀도는 12명/km2이다. 주 이름은 프랑스어로 "적도"를 뜻한다.
2015년 새 헌법에 따라 5개 주(북우방기주, 몽갈라주, 남우방기주, 에카퇴르주, 추아파주)로 분할되었다. 서쪽으로는 콩고 공화국, 북쪽으로는 중앙아프리카 공화국과 국경을 접했으며 동쪽으로는 동부주, 남쪽으로는 카사이오리앙탈주, 카사이옥시당탈주, 반둔두주와 접했다.